# Округ Ремзи (Северна Дакота)
Ремзи (енгл. Ramsey County) је округ у америчкој савезној држави Северна Дакота.

## Демографија
По попису из 2010. године број становника је 11.451, што је 615 (-5,1%) становника мање него 2000. године.
| Група             | 2000.          | 2010.         |
| Белци             | 11.112 (92,1%) | 9.980 (87,2%) |
| Афроамериканци    | 25 (0,2%)      | 41 (0,4%)     |
| Азијати           | 31 (0,3%)      | 45 (0,4%)     |
| Хиспаноамериканци | 63 (0,5%)      | 137 (1,2%)    |
| Укупно            | 12.066         | 11.451        |